# Vanda confusa
Vanda confusa är en orkidéart som beskrevs av Robert Allen Rolfe. Vanda confusa ingår i släktet Vanda och familjen orkidéer.
Artens utbredningsområde är Burma. Inga underarter finns listade i Catalogue of Life.